# كولن أتكينسون
كولن أتكينسون (23 يوليو 1931 في المملكة المتحدة - 25 يونيو 1991 في المملكة المتحدة) (بالإنجليزية: Colin Atkinson)‏ هو ضابط ولاعب كريكت بريطاني. لعب مع نادي مقاطعة سومرست للكريكت ‏.